# 第9回NFLオナーズ
第9回NFLオナーズは、NFLの2019年シーズンについて行われた授賞式。2019年シーズンのチャンピオンを決定する第54回スーパーボウルの前日の2020年2月1日にスーパーボウル開催地のフロリダ州マイアミで開催された。

## 受賞者一覧
| 賞                                            | 受賞者                                | ポジション | チーム                             | 出典 |
| --------------------------------------------- | ------------------------------------- | ---------- | ---------------------------------- | ---- |
| AP通信MVP                                     | ラマー・ジャクソン                    | QB         | ボルチモア・レイブンズ             |      |
| AP通信最優秀コーチ賞                          | ジョン・ハーボー                      | HC         | ボルチモア・レイブンズ             |      |
| AP通信最優秀アシスタントコーチ賞              | グレッグ・ローマン                    | OC         | ボルチモア・レイブンズ             |      |
| AP通信最優秀攻撃選手賞                        | マイケル・トーマス                    | WR         | ニューオーリンズ・セインツ         |      |
| AP通信最優秀守備選手賞                        | ステファン・ギルモア                  | CB         | ニューイングランド・ペイトリオッツ |      |
| ペプシ最優秀新人賞                            | ニック・ボーサ                        | DE         | サンフランシスコ・49ers            |      |
| AP通信最優秀新人攻撃選手賞                    | カイラー・マレー                      | QB         | アリゾナ・カージナルス             |      |
| AP通信最優秀新人守備選手賞                    | ニック・ボーサ                        | DE         | サンフランシスコ・49ers            |      |
| AP通信カムバック賞                            | ライアン・タネヒル                    | QB         | テネシー・タイタンズ               |      |
| ドン・シュラ最優秀高校コーチ賞                | マット・ランド                        | HC         | ダルトン高校（ジョージア州）       |      |
| ウォルター・ペイトンNFLマン・オブ・ザ・イヤー | カライス・キャンベル                  | DE         | ジャクソンビル・ジャガーズ         |      |
| FedExエアプレーヤー賞                         | ラマー・ジャクソン                    | QB         | ボルチモア・レイブンズ             |      |
| FedExグランドプレーヤー賞                     | デリック・ヘンリー                    | RB         | テネシー・タイタンズ               |      |
| ブリヂストン最優秀プレー賞                    | マット・ハーク ジェイソン・サンダース | P K        | マイアミ・ドルフィンズ             |      |
| ドラフトキングス最優秀ファンタジー選手        | クリスチャン・マカフリー              | RB         | カロライナ・パンサーズ             |      |
| バドライト最優秀セレブレーション賞            | 特定の受賞者なし                      | WR達       | シアトル・シーホークス             |      |
| ディーコン・ジョーンズ賞                      | シャキール・バレット                  | OLB        | タンパベイ・バッカニアーズ         |      |
| アート・ルーニー賞                            | エイドリアン・ピーターソン            | RB         | ワシントン・レッドスキンズ         |      |
| バート・スター賞                              | カライス・キャンベル                  | DE         | ジャクソンビル・ジャガーズ         |      |
| プロフットボール殿堂 クラス・オブ・2020       | スティーブ・アトウォーター            | S          |                                    |      |
| プロフットボール殿堂 クラス・オブ・2020       | アイザック・ブルース                  | WR         |                                    |      |
| プロフットボール殿堂 クラス・オブ・2020       | スティーブ・ハッチンソン              | G          |                                    |      |
| プロフットボール殿堂 クラス・オブ・2020       | エジャリン・ジェームス                | RB         |                                    |      |
| プロフットボール殿堂 クラス・オブ・2020       | トロイ・ポラマル                      | S          |                                    |      |